# Nachfragefunktion

Abb. 1) Beispiel einer (linearen) Nachfragekurve

Als Nachfragefunktion (oder Nachfragekurve) ist in der Volkswirtschaftslehre die funktionale Beziehung der Nachfragemenge in Abhängigkeit vom Preis. Pendant ist die Angebotsfunktion.

## Allgemeines
Zwischen dem Preis und der Nachfrage besteht eine Abhängigkeit, denn nach dem Gesetz der Nachfrage ist im Normalfall bei hohen Preisen die Nachfrage gering, bei niedrigen Preisen dagegen hoch. Die Nachfragefunktion betrifft beispielsweise die Güternachfrage auf dem Gütermarkt, bei der zu einem bestimmten Güterpreis auf Grundlage der Zahlungsbereitschaft Güter nachgefragt werden.
Der Funktionsgraph der Nachfragefunktion ist die Nachfragekurve. Sie verläuft im Regelfall von links oben nach rechts unten, nur beim Giffen-Paradoxon steigt sie. Graphisch dargestellt wird sie üblicherweise mit vertauschten Koordinatenachsen: Auf der vertikalen Achse wird der Preis, auf der horizontalen die Menge abgetragen. Es wird unterschieden zwischen individuellen (Mikroebene) und aggregierten Nachfragefunktionen (Makroebene). Erstere erfassen das Nachfrageverhalten eines Privathaushaltes oder eines Unternehmens, letztere erfassen das Nachfrageverhalten aller Marktteilnehmer. Je flacher sie verläuft, umso höher ist die Nachfrageelastizität.
Häufig wird die Nachfragefunktion im Zusammenspiel mit der Angebotsfunktion dazu verwendet, um das Marktgleichgewicht – das heißt jene Preis-Mengen-Kombination, bei der die Nachfrage nach dem Gut der zu diesem Preis angebotenen Menge entspricht – zu ermitteln.

## Allgemeine Definition
Eine Nachfragefunktion ist allgemein eine Funktion {\displaystyle D\colon \mathbb {R} _{+}\to \mathbb {R} _{+}}, {\displaystyle p\mapsto D(p)} („D“ für englisch demand). Vereinfachend wird häufig eine lineare Funktion angenommen:
{\displaystyle D(p)=\operatorname {max} \left\{a-bp,0\right\}}.
Hierbei stellen die Parameter {\displaystyle a} und {\displaystyle b} den Achsenabschnitt und die Steigung dar. Die Maximumsfunktion bringt zum Ausdruck, dass die Funktion allgemein durch {\displaystyle a-bp} dargestellt wird; wird die Nachfrage aber negativ, nimmt sie den Wert „Null“ an, da für gewöhnlich keine negative Nachfrage existiert. Sie wird üblicherweise als streng monoton fallend angenommen, das heißt, mit zunehmendem Preis sollte die Nachfrage auch zurückgehen. Einen in aller Regel vernachlässigbaren Sonderfall stellen lediglich so genannte Giffen-Güter dar, deren Nachfrage im Preis steigt.
Man bezeichnet denjenigen Preis, mit dem eine Nachfrage von null korrespondiert, als Prohibitivpreis; im graphischen Beispiel der Abb. 1 beträgt dieser 16 €.
Diejenige Menge, die maximal nachgefragt wird – unter der Annahme eines fallenden Verlaufs der Nachfragekurve ist das nichts anderes als die Menge, die nachgefragt wird, wenn der Preis null beträgt –, bezeichnet man als Sättigungsmenge; sie beläuft sich in Abb. 1 auf vier Einheiten des Gutes.

## Horizontale und vertikale Interpretation der individuellen Nachfragefunktion
Die Tatsache, dass die Nachfragefunktion üblicherweise mit vertauschten Koordinatenachsen dargestellt wird, bringt es grundsätzlich mit sich, dass die resultierende Kurve auch nur von der Preisachse aus gelesen werden kann (siehe nachfolgend: horizontale Interpretation); schließlich ändert eine andere graphische Darstellung nichts daran, dass funktional der Preis auf die Menge (und nicht die Menge auf den Preis) abgebildet wird. Allerdings ist die individuelle Nachfragekurve tatsächlich auch einer vertikalen Interpretation zugänglich.
Man beachte jedoch, dass dies für die aggregierte Nachfrage (siehe nachfolgender Abschnitt) im Allgemeinen nicht gilt.

### Horizontale Interpretation
Die horizontale Interpretation der Nachfragefunktion ist die, welche dem gängigen Verständnis am ehesten folgt. Sie folgt strikt der funktionalen Gestalt der Nachfragefunktion: Ausgehend vom Preis wird die Frage beantwortet, wie hoch die sich dabei ergebende Nachfrage ist. In Abb. 2 ist beispielsweise dargestellt, dass die Konsumenten bei einem Preis von 8 € bereit sind, 2 Einheiten zu erwerben; bei einem Preis von 4 € wären sie indes bereit, sogar 3 Einheiten zu kaufen.

### Vertikale Interpretation
Bei vertikaler Interpretation ist das Beispiel folgendermaßen zu lesen (Abb. 3): Damit die Nachfrage 3 Einheiten beträgt, muss der Preis 4 € betragen. Oder anders: Der Preis, den die Konsumenten für die dritte Einheit zu zahlen bereit sind, beträgt 4 €.

### Konsequenz
Aus der Koexistenz von horizontaler und vertikaler Interpretation folgt, dass man Abb. 1 also auch so interpretieren kann, als handele es sich nicht um eine Funktion {\displaystyle D\colon \mathbb {R} _{+}\to \mathbb {R} _{+}}, {\displaystyle p\mapsto D(p)}, deren Achsen vertauscht sind, sondern schlicht um eine Funktion {\displaystyle p\colon \mathbb {R} _{+}\to \mathbb {R} _{+}}, {\displaystyle Q\mapsto p(Q)} in gewöhnlicher Darstellung. Diese Funktion {\displaystyle p(Q)} bezeichnet man als Preis-Absatz-Funktion. Bei ihr handelt es sich um die Umkehrfunktion (Inverse) der Nachfragefunktion. Sei beispielsweise
{\displaystyle D(p)=Q=4-0{,}25p},
dann lautet die Umkehrfunktion
{\displaystyle p(Q)=16-4Q}.
Diese ist gerade jene Funktion, die der „vertauschten“ Nachfragefunktion aus dem Beispiel in Abb. 1 entspricht (aber eben auch eine horizontale Interpretation erlaubt).

## Aggregierte Nachfragekurve

Abb. 4) Addition von Nachfragefunktionen. Rot eingezeichnet ist die aus den individuellen Kurvenverläufen resultierende Marktnachfragekurve.

Während individuelle Nachfragekurven die Nachfrage nach einem Gut durch einen Haushalt angeben, stellen aggregierte Nachfragekurven die Nachfrage durch alle Marktteilnehmer dar; man spricht entsprechend auch von der Marktnachfrage. Grafisch erfolgt die Aggregation durch Addition der individuellen Nachfragen. Zu beachten ist allerdings, dass beispielsweise in Abb. 4 nicht vertikal addiert werden darf (die Preise können nicht addiert werden), sondern ausschließlich horizontal. Da keine negativen Nachfragen existieren, darf darüber hinaus die Nachfrage von Person 2 auch erst unterhalb eines Preises von 10 € zugerechnet werden; dies hat unter anderem zur Folge, dass bei der Aggregation üblicherweise ein „Knick“ der Funktion entsteht.
Eine Aggregation von Nachfrage kann prinzipiell auch vertikal (über den Preis) erfolgen. Dies ist z. B. der Fall bei der Ermittlung einer sozialen Nachfrage nach öffentlichen Gütern. Aufgrund der Nicht-Rivalität dieser Güter ist es sinnvoll, die marginale Zahlungsbereitschaft aller Nachfrager zu berücksichtigen. Sind die individuell rationalen Nachfragen null, die soziale Nachfrage hingegen größer, kann dies ein Anlass sein, dass der Staat in den Markt eingreift und die Bereitstellung des Gutes regelt (z. B. über Steuern).

## Marshallsche und Hicks’sche Nachfrage
In der Haushaltstheorie der Mikroökonomie ergibt sich die aggregierte Nachfragefunktion aus der individuellen Nutzenmaximierung der Haushalte. Dabei ist die individuelle Nachfrage nach einem Gut von zwei Faktoren abhängig: Zum einen von den Preisen aller Güter, zum anderen vom verfügbaren Budget des Haushalts.